# یوکا وی‌زد. ۵۹
یوکا وی‌زد. ۵۹ (انگلیسی: Uk vz. 59) یک مسلسل چندمنظوره ساخت کشور چکسلواکی است. از این اسلحه در جنگ داخلی لبنان و جنگ ویتنام استفاده شد. از سال ۱۹۵۹ از این اسلحه استفاده می‌شود.